# Planalto Tibetano

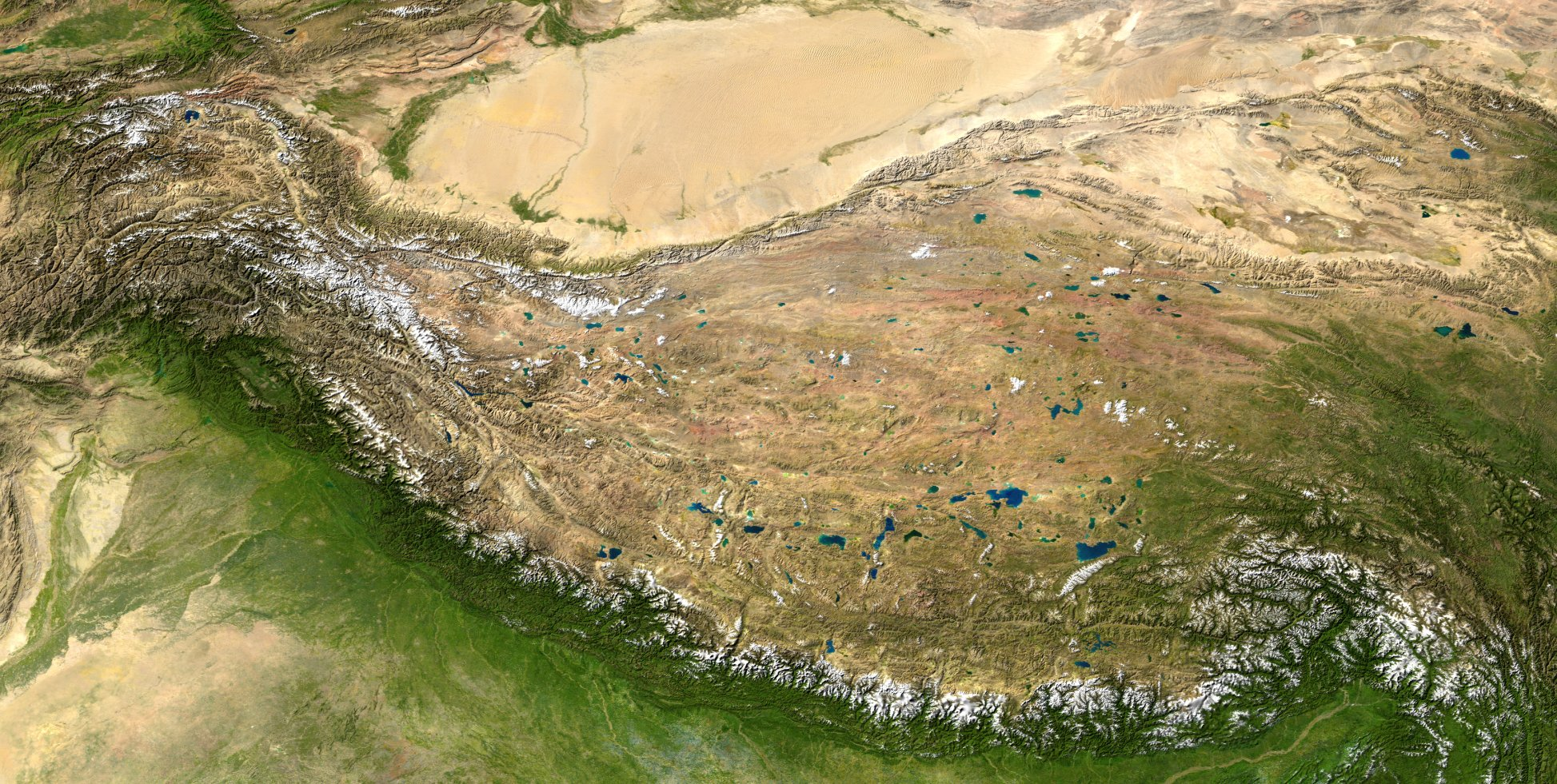
O Planalto Tibetano situa-se entre os Himalaias a sul e o deserto de Taklamakan a norte.

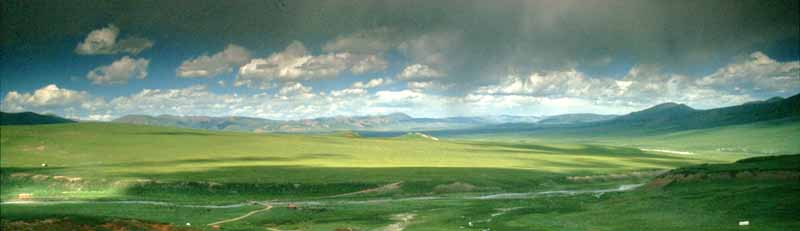
Paisagem de estepe típica da parte oriental do planalto

O planalto Tibetano é um planalto vasto e elevado situado na Ásia Oriental, ocupando a maior parte da Região Autónoma do Tibete, além de outras províncias chinesas, assim como outros países, como Índia, Nepal, Myanmar, e etc. Este planalto ocupa uma superfície de aproximadamente 2,5 milhões de km2, com uma elevação média de 4 000 metros, porém a região conhecida como Changtang facilmente ultrapassa os 5000 metros de altitude, sendo praticamente inabitável. Chamado teto do mundo, é o maior e mais elevado planalto do mundo. A sua formação deve-se à colisão ocorrida entre a placa Indiana e a placa euroasiática durante o período Cenozoico (há cerca de 55 milhões de anos), um processo que todavia prossegue.
Na cultura popular, Zhang Qianyi compôs uma canção que diz respeito ao planalto tibetano, chamada 青藏高原 (pinyin: Qīngzàng Gāoyuán), que se tornou popular nas vozes de Han Hong e de Vitas. 

## Controvérsia
Acredita-se que o planalto tibetano tenha se formado devido à colisão das placas indiana e eurasiana há 50 milhões de anos. Mas um estudo sugeriu que o Tibete pode não ter sido um planalto o tempo todo e talvez tivesse montanhas altas e vales profundos — topografia e clima foi boa o suficiente para o crescimento de plantas subtropicais. Foram encontrados fósseis de palmeiras com 25 milhões de anos a partir dos sedimentos da bacia Lunpola por Tao Su do Jardim Botânico Tropical Xishuangbanna da Academia Chinesa de Ciências. Os pesquisadores acreditam que o planalto poderia ter cerca de 2 300 m de altura e ter grandes lagos cercados de vegetação subtropical e vales profundos. Até 2019, acreditava-se que a elevação do Tibet deveria ter sido de 4 000 m, quase tão alta quanto hoje.